# Marinus Dijkhuizen
Marinus Dijkhuizen, né le 4 janvier 1972 à 's-Gravenzande aux Pays-Bas, est un footballeur néerlandais qui évoluait au poste d'avant-centre devenu entraîneur.

## Biographie

### Carrière de joueur
Né à 's-Gravenzande aux Pays-Bas, Marinus Dijkhuizen commence le football dans le club local du 's-Gravenzandse SV avant d'être formé par l'Excelsior Maassluis (en). Il commence sa carrière professionnelle en 1994 avec l'Excelsior Rotterdam.
En 2000, il découvre son premier club étranger en étant prêté à Dunfermline Athletic.
Le 5 septembre 2003, il se met en évidence avec le club de TOP Oss, en étant l'auteur d'un quadruplé en Eerste Divisie (D2), lors de la réception du MVV Maastricht (large victoire 7-0).

### Carrière d'entraîneur
Le 1er janvier 2014 Marinus Dijkhuizen devient l'entraîneur principal de l'Excelsior Rotterdam où il remplace Jon Dahl Tomasson, parti au Roda JC.
Le 1er juin 2015, Marinus Dijkhuizen est nommé entraîneur principal du Brentford FC, où il succède à Mark Warburton. Il est démis de ses fonctions le 28 septembre 2015, après neuf matchs où il n'aura remporté que deux rencontres. Il est remplacé par Lee Carsley.
Le 9 mai 2017, Dijkhuizen devient l'entraîneur principal du SC Cambuur, où il a déjà évolué en tant que joueur. La durée du contrat est d'une saison.
Le 2 janvier 2018 il devient l'entraîneur adjoint de Jean-Paul de Jong au FC Utrecht.
Le 29 janvier 2020, Marinus Dijkhuizen retourne au Excelsior Rotterdam, en tant qu'entraîneur principal de l'équipe première. Il succède donc à Ricardo Moniz. Il a pour objectif de faire remonter le club en première division. Il fête son centième match à la tête de l'Excelsior en avril 2021 lors d'un match nul contre le Jong PSV (en) (0-0) mais il échoue dans l'objectif montée lors de l'exercice 2020-2021. Dijkhuizen permet au club de remonter en première division à l'issue de la saison 2021-2022, l'Excelsior sortant vainqueur du barrage de promotion face à l'ADO La Haye le 29 mai 2022.
Après quatre ans et demi au club, Dijkhuizen quitte l'Excelsior Rotterdam le 14 juin 2024, d'un commun accord entre toutes les parties,.